# Fritz Behrendt

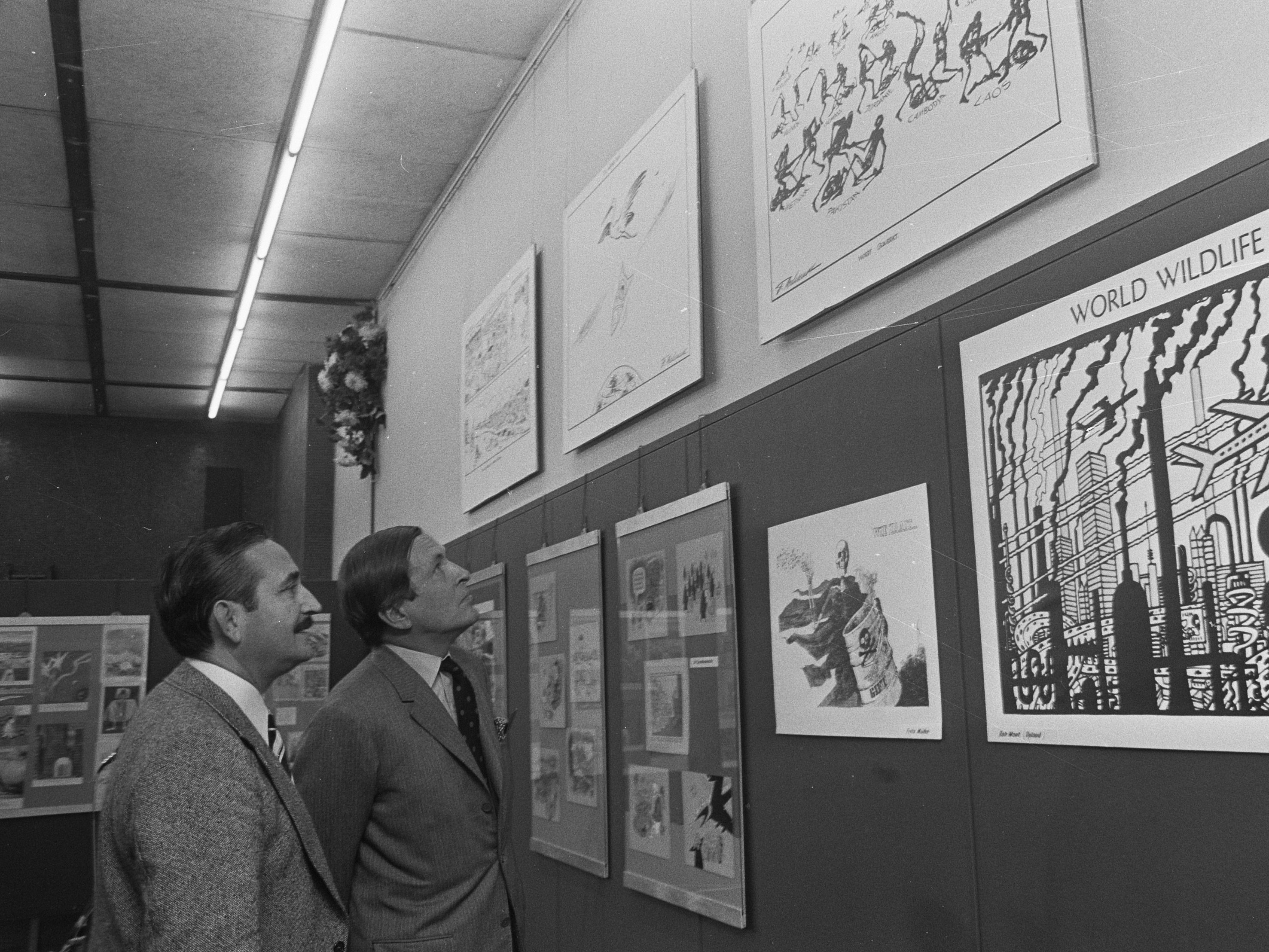
Behrendt und Claus von Amsberg (Het Parool, 1973)

Fritz Alfred Behrendt (* 17. Februar 1925 in Berlin; † 4. Dezember 2008 in Amsterdam) war ein international bekannter deutsch-niederländischer Zeitungs-Karikaturist.

## Leben
Als Zwölfjähriger emigrierte Behrendt 1937 mit seinen Eltern in die Niederlande. Weil er im Widerstand gegen die deutschen Besatzer mitmachte, verhaftete ihn 1945 die SS. Er kam jedoch mit dem Leben davon, da die mittlerweile fliehenden deutschen Besatzer Amsterdams kurz vor Ende des Zweiten Weltkrieges das Urteil nicht mehr vollstrecken konnten.
Nach Ende des Kriegs gehörte er zu den Mitbegründern eines linken niederländischen Jugendverbands. 1947 ging er als Leiter einer internationalen Jugendbrigade nach Jugoslawien, um beim Wiederaufbau des Landes mitzuwirken. Zwei Jahre später ging er auf Einladung des damaligen FDJ-Leiters Erich Honecker nach Ost-Berlin und arbeitete dort im Zentralrat als Referent für Sichtwerbung. Er zeichnete u. a. einen Entwurf für das Staatswappen der DDR, von dem 1955 wesentliche Elemente in die endgültige Form des DDR-Wappens übernommen wurden. Eine späte Genugtuung, denn im Dezember 1949 war Behrendt als angeblicher Titoist, der die DDR destabilisieren wolle, verhaftet worden und musste sechs Monate Einzelhaft durchstehen. Auf Druck der niederländischen Regierung kam er im Frühsommer 1950 frei. Nach seiner Freilassung lebte und arbeitete er in Amsterdam. Von 1958 bis 1964 war er „Editorial Cartoonist“ der N.Y-Herald Tribune. Von 1962 bis 1997 war er fester Mitarbeiter bei der Schweizer „Weltwoche“. 1959 wechselt er schließlich zur österreichischen „Kronen Zeitung“ und zeichnete ab 1972 noch zusätzlich für die FAZ.
Fritz Behrendt starb im Dezember 2008 im Alter von 83 Jahren in Amsterdam.

## Arbeiten
Seine Arbeiten erschienen über die Jahre in vielen renommierten internationalen Tageszeitungen. In Deutschland waren das die Frankfurter Allgemeine Zeitung und Der Tagesspiegel in Berlin. In den USA waren es die New York Times und die Los Angeles Times. In weiteren europäischen Hauptstädten waren es das Svenska Dagbladet in Stockholm, die Neue Kronen Zeitung in Wien und Berlingske Tidende in Kopenhagen. Außerdem belieferte er das TIME Magazine in New York, den Spiegel in Hamburg, Die Weltwoche in Zürich, die Satirezeitschrift Punch in London, Ma'ariv in Tel Aviv und De Telegraaf in Amsterdam.
Er veröffentlichte über die Jahre zahlreiche Bücher mit seinen zeichnerischen Arbeiten. Erstmals 1980 wurde er ausgestellt, damals noch innerhalb einer Gruppenausstellung 5 Karikaturisten des Wilhelm-Busch-Museums Hannover. Im Bonner Haus der Geschichte wurde er zur Jahreswende 2001 mit einer dreimonatigen Einzelausstellung gewürdigt. Kurz zuvor hatte er den Preis der Gothaer Karikade, einen der wichtigsten Preise für Karikaturisten in Deutschland erhalten.
Das Zeitgeschichtliche Forum Leipzig kuratierte 2002 eine Wanderausstellung unter dem Titel Eine Feder für die Freiheit: Zeichnungen und Karikaturen 1950–2000. Diese war nach Leipzig in Berlin, Marburg und vielen weiteren Städten zu sehen. Mit insgesamt über 250 zeichnerischen Werken aus sechs Jahrzehnten bot sie eine breite Werkschau des Künstlers.
Ein Konvolut seiner Arbeiten befindet sich in den Sammlungen der Stiftung Haus der Geschichte der Bundesrepublik Deutschland.

## Auszeichnungen (Auswahl)
- Ritter des Ordens von Oranien-Nassau 1995
- Großes Ehrenzeichen für Verdienste um die Republik Österreich 1996[5]
- Orden ‚Morgenröte Kroatiens’ (‚Danica Hrvatke’)
- Ranan-Lurie-Political-Cartoon-Preis 2000
- Gothaer Karikade Preis 2000 für sein Lebenswerk
- Österreichisches Ehrenkreuz für Wissenschaft und Kunst I. Klasse 2006

## Werke (Auswahl)
- Fritz Behrendt: Ein europäischer Zeichner. Autobiografie. Ibera, Wien 2005, ISBN 3-85052-211-3, S. 336.
- Eine Feder für die Freiheit: Zeichnungen und Karikaturen 1950–2000. DVA, Stuttgart 2000, ISBN 3-421-05347-2, S. 302.
- Gest(r)ichelt! Politische Karikaturen vom Feinsten. Verlagsanstalt Handwerk, Düsseldorf 1998, S. 167.
- Ulrich Schnakenberg (Hrsg.): Helmut Schmidt in Karikaturen: Eine visuelle Geschichte der Kanzlerschaft. Karikaturen von Fritz Behrendt, Schwalbach/Ts. 2015, ISBN 978-3-7344-0221-0